# Kisam Kuta Rambe
Kisam Kuta Rambe is een bestuurslaag in het regentschap Aceh Tenggara van de provincie Atjeh, Indonesië. Kisam Kuta Rambe telt 451 inwoners (volkstelling 2010).